# زوتی تی۷۰۰
زوتی تی۷۰۰ یک کراس‌اوور اندازه متوسط است که توسط زوتی تولید می‌شود.

## بررسی اجمالی

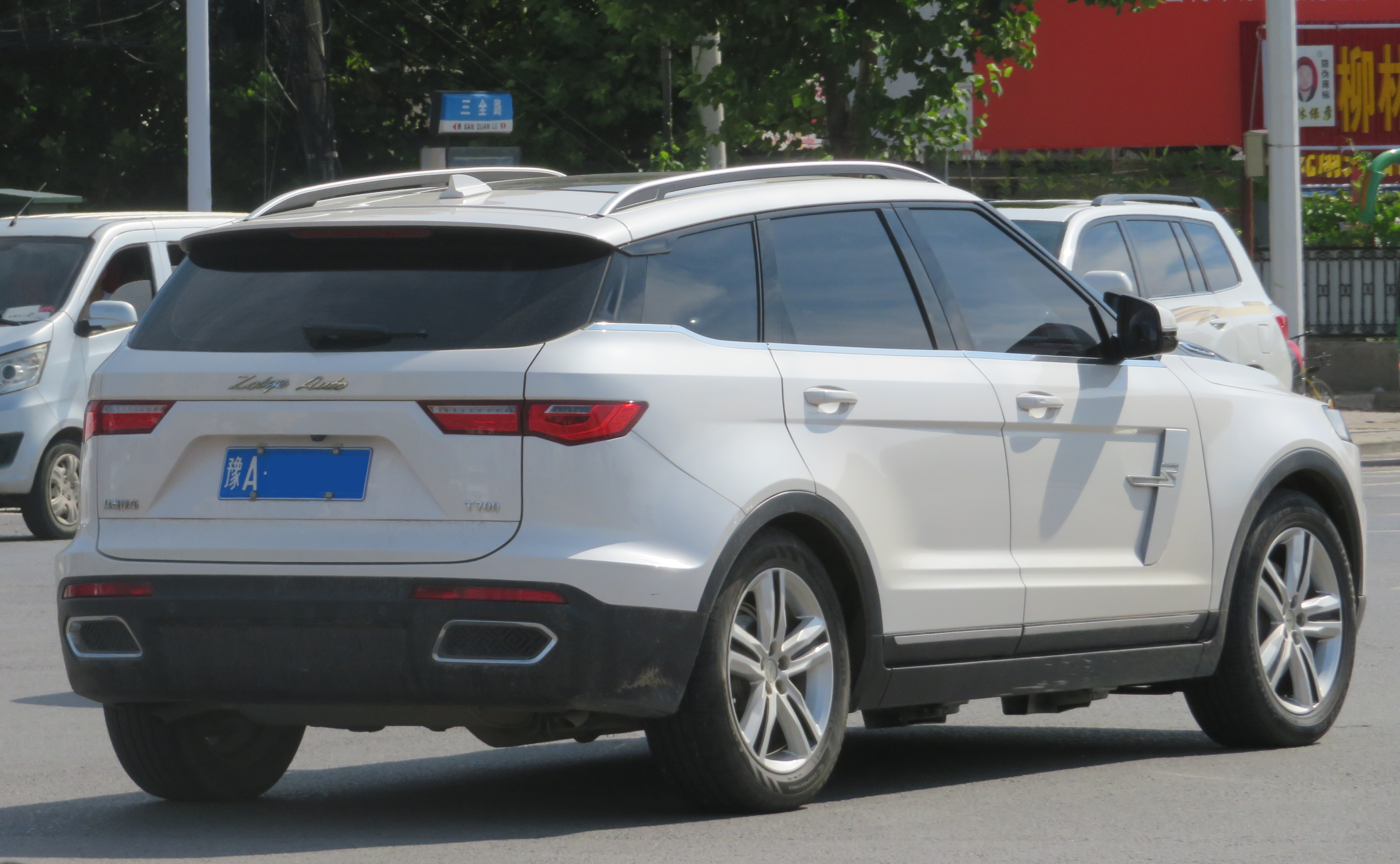
زوتی تی۷۰۰ (عقب)

زوتی تی۷۰۰ که در سال ۲۰۱۶ نمایشگاه خودرو شانگهای ۲۰۱۵ معرفی شد. تی۷۰۰ کمی بزرگتر و یک رده بالای زوتی تی۶۰۰ قرار گرفته‌است، قیمت زوتی تی۷۰۰ از ۱۰۶٫۸۰۰ تا ۱۵۵٫۸۰۰ یوان متغیر است. موتور 4G18 توربو و موتور 4G63 توربو میتسوبیشی، گفته شده‌است که این خودرو دارای گیربکس ۶ سرعته دوکلاچه آلمانی زداف فریدریشسهافن است.
نام زوتی تی۷۰۰ در واقع در مرحله توسعه زوتی اس‌آر۹ استفاده شد. با این حال، این نام به زودی حذف شد و از زوتی اس‌آر۹ به زوتی اس‌آر۸ تغییر یافت. این خودرو در ویتنام با نام زوتی زد۸ با همان موتور و گیربکس به فروش می‌رسد.

## توابع ایمنی
در چین، تی۷۰۰ در تست تصادف سی-ان‌سی‌ای‌پی توانست امتیاز پنج ستاره را کسب کند. علاوه بر این، این خودرو به امکانات ایمنی دیگری مانند سیستم ترمز ضد قفل (ABS) و توزیع الکترونیکی نیروی ترمز (EBD) نیز مجهز شده‌است. کنترل پایداری الکترونیکی (ESC) نیز یکی از ویژگی‌های ایمنی استاندارد این شاسی‌بلند لوکس مقرون به صرفه است.

## جنجال‌ها
در طول توسعه، تی۷۰۰ مورد انتقاد قرار گرفت که دارای طراحی بیرونی شبیه رنج روور ایووک و مازراتی لوانته است. فضای داخلی تی۷۰۰ نیز بحث‌های فزاینده‌ای برای کپی‌برداری از طراحی داخلی لندرور و پورشه دارد.